# Xistra longzhouensis
Xistra longzhouensis är en insektsart som beskrevs av Zheng, Z. och G. Jiang 1998. Xistra longzhouensis ingår i släktet Xistra och familjen torngräshoppor. Inga underarter finns listade i Catalogue of Life.